# José Luis Rodríguez (football, 1998)
Pour les articles homonymes, voir José Luis Rodríguez.
José Luis Rodríguez, né le 19 juin 1998 dans la Ville de Panama au Panama, est un footballeur international panaméen. Il évolue au poste de milieu droit au FC Juárez, en prêt de l'Étoile rouge de Belgrade.

## Biographie

### En club
En juin 2016, il est prêté au sein du club belge de La Gantoise. Lors de ce passage en Europe, il y signe son premier contrat professionnel.
L'année suivante, il est transféré définitivement à La Gantoise pour une durée courant jusque mi-2019.

### En équipe nationale
Le 30 mai 2018, il fait ses débuts avec le Panama, lors d'un match amical contre l'Irlande du Nord (match nul 0-0). Il est ensuite retenu dans la liste des 23 joueurs panaméens appelés à disputer le mondial 2018 organisé en Russie,  la première de l'histoire du Panama. Il participe aux trois matchs de poules en tant que titulaire : face à la Belgique (défaite 3-0) , face à l'Angleterre (défaite 6-1) et face à la Tunisie (défaite 2-1). 

## Statistiques

### En club
| Saison                | Club                  | Championnat             | Championnat | Championnat | Coupe(s) nationale(s) | Coupe(s) nationale(s) | Compétition(s) continentale(s) | Compétition(s) continentale(s) | Compétition(s) continentale(s) | Total | Total |
| Saison                | Club                  | Division                | M.          | B.          | M.                    | B.                    | Comp.                          | M.                             | B.                             | M.    | B.    |
| 2016                  | Chorrillo FC          | Liga Panameña de Fútbol | 16          | 1           | 0                     | 0                     | -                              | 0                              | 0                              | 16    | 1     |
| 2016-2017             | La Gantoise (prêt)    | Division 1A             | 0           | 0           | 0                     | 0                     | -                              | 0                              | 0                              | 0     | 0     |
| 2017-2018             | La Gantoise           | Division 1A             | 0           | 0           | 0                     | 0                     | -                              | 0                              | 0                              | 0     | 0     |
| Sous-total            | Sous-total            | Sous-total              | 16          | 1           | 0                     | 0                     | -                              | 0                              | 0                              | 16    | 1     |
| Total sur la carrière | Total sur la carrière | Total sur la carrière   | 16          | 1           | 0                     | 0                     | -                              | 0                              | 0                              | 16    | 1     |